# Савич, Деян
Де́ян Са́вич (серб. Дејан Савић; род. 24 апреля 1975, Белград) — югославский и сербский ватерполист (защитник) и тренер, трёхкратный призёр Олимпийских игр (2000, 2004, 2008), чемпион мира 2005 года, многократный чемпион Европы, один из наиболее титулованных ватерполистов страны.
Выступал за сербские, испанские, итальянские, российские клубы. Завершил клубную карьеру после сезона 2010/11.
За сборные Югославии, Сербии и Черногории, Сербии сыграл 444 матча и забросил 405 мячей. Рекордсмен национальной сборной по сыгранным матчам.
После окончания игровой карьеры стал главным тренером ватерпольного клуба «Црвена Звезда» и национальный сборной Сербии. Привёл сборную Сербии к победе на чемпионате мира 2015 года в Казани. На турнире сербы выиграли 6 матчей из 6 в основное время, в том числе финале, где были разгромлены хорваты со счётом 11:4.

## Достижения
Клубные
- Чемпион Союзной Республики Югославия: 1994/95
- Обладатель Кубка Югославии: 1989/90, 1990/91
- Обладатель Кубка Союзной Республики Югославия: 1991/92, 1992/93, 1993/94, 1994/95
- Чемпион Испании: 2000/01
- Обладатель Кубка Испании: 1998/99, 2000/01
- Чемпион России: 2006/07
- Обладатель Кубка России: 2004/05, 2009/10
- Чемпион Сербии: 2012/13, 2013/14
- Обладатель Кубка Сербии: 2012/13, 2013/14
- Чемпион Региональной ватерпольной лиги A2: 2017/18
- Победитель Евролиги: 2012/13
- Обладатель Кубка Европы ЛЕН: 1997/98, 2006/07
- Обладатель Кубка обладателей кубков ЛЕН: 1990/91
- Обладатель Суперкубка ЛЕН: 1991, 2003, 2013

Личные
- Золотая медаль «За заслуги» (2016, Сербия)[2].
- Кавалер ордена Звезды Италии (2 июня 2018, Италия)[3].
- Тренер года по версии Всемирной ассоциации ватерпольных тренеров: 2015, 2016[4]